# Conceição do Castelo (kommun)
Conceição do Castelo är en kommun i Brasilien.   Den ligger i delstaten Espírito Santo, i den sydöstra delen av landet, 900 km sydost om huvudstaden Brasília. Antalet invånare är 11 686. Arean är 364 kvadratkilometer.
Terrängen i Conceição do Castelo är kuperad.
Följande samhällen finns i Conceição do Castelo:
- Conceição do Castelo

Omgivningarna runt Conceição do Castelo är huvudsakligen savann. Runt Conceição do Castelo är det ganska glesbefolkat, med 36 invånare per kvadratkilometer.